# Halblech
Halblech es un municipio en el distrito de Algovia Oriental en Baviera en Alemania.